# Кочнёвское (Камышловский район)
Кочнёвское — село в Камышловском муниципальном районе Свердловской области, входит в состав Галкинского сельского поселения.

## География
Село Кочневское расположено в 30 километрах к северу-север-западу от города Камышлова (по автомобильной дороге — 38 километров), на левом берегу реки Ляги (правого притока реки Ирбит, бассейна реки Туры), напротив устья правого притока — реки Озёрной, входит в состав муниципального образования «Галкинское сельское поселение». В окрестности села на реке Ляга расположен пруд.

## История
Согласно церковной летописи, село Кочневское основано крестьянином, бежавшим от платежа государственных податей из деревни Кочнёвой Костинского прихода, Ирбитского уезда. В 1665 году поселение числилось слободой Кочневской. До сих пор многие из жителей села носят фамилию Кочневых. Поселение сначала было в приходе Белослудской слободы, и до начала XX века прямая дорога из Кочневского села в Белослудское называлась «мёртвою дорогою», вероятно, потому, что по ней возили покойников в приходскую церковь. Затем селение Кочнёвское числилось в Стриганском приходе. В 1750 году образовался самостоятельный приход. В начале XX века Кочневский приход состоял из села и деревень: Желонской в 1 версте, Мельниковой в 1 версте, Малой Кочневой (Ерзовки) в 7 верстах и Шумковой в 10 верстах. В начале XX века жители села занимались жжением угля для Каменского завода, а в самом селе была земская школа.

## Богоявленская церковь
Первый храм был деревянный во им святой Параскевы. В 1802 году был заложен каменный, трёхпрестольный, а деревянный в 1812 году сгорел от молнии. В 1804 году был освящен в каменном храме теплый придел во имя святой Параскевы. В 1810 году освящен холодный храм во имя Богоявления Господня. В 1866 году престолы эти были переименованы и на них переменены антиминсы один вместо другого, для удобства отправления богослужения в храмовые праздники. Третий престол в честь пророка Илии был устроен в 1807 году над трапезою, а в 1882 году, по расширению храма, перенесен в низ, на южную сторону и тогда же освящён. Кочневский приход в 1887 году, ввиду упорства и прямого нежелания прихожан обеспечить местный причт готовым помещением, был временно закрыт и приписан к церкви села Таушканского, затем восстановлен.
В храме имелась древняя икона святой мученицы Параскевы. По народному преданию, икона эта принадлежала одной старой девице деревни Мельниковой. Во время татарского набега в конце XVII века все жители Мельниковой спаслись в лесах и полях. Девица скрылась на покос под копной сена, а икону поставила на копну. Татары подожгли сено на покосе, но копна, на которой стояла икона, уцелела, спаслась и девица. Жители деревни Мельниковой после этого события построили часовню в честь мученицы Параскевы и в ней поставили икону. В 1750 году, когда в селе Кочнёвском открылся самостоятельный приход, икона святой Параскевы была перенесена в Кочневский храм. В дни памяти мученицы Параскевы, 28 октября и в пятницу на 9 недели после Пасхи, ежегодно бывали крестный ход в деревню Мельникову. 
В начале XX века причт состоял из священника, диакона и псалтыря, для помещения которых имелись церковные дома. 
В 1922 году из храма было изъято 10,9 килограмм серебра. Церковь была закрыта в 1930-е годы. В советское время в здании был клуб. И к 2011 году здание утеряло большинство элементов храмовой символики и декора.

## Население
В 1900 году население села составляло 1706 мужчин и 1695 женщин, все были русские и православные, земледельцы.
| 2002 | 2010 | 2021 |
| ---- | ---- | ---- |
| 975  | ↘790 | ↘425 |